# Andrés Ramírez
Pour les articles homonymes, voir Ramírez.
Andrés Ramírez Gandullo, né le 8 juillet 1956 à El Garrobo (province de Séville, Espagne), est un footballeur espagnol qui jouait au poste d'ailier. Il remporte la Coupe d'Europe des vainqueurs de coupe avec le FC Barcelone en 1982.

## Biographie
Andrés Ramírez se forme dans les équipes juniors du Real Betis puis rejoint le CD San Fernando. À l'âge de 22 ans, il est recruté par le FC Barcelone en novembre 1978.
Andrés Ramírez est prêté au Recreativo de Huelva entraîné par Eusebio Ríos avec qui il débute en première division lors de la saison 1978-1979. Il inscrit ses deux premiers buts en D1 face à l'Athletic Bilbao au stade de San Mamés (défaite 5 à 3). Huelva descend en D2. Il est alors prêté au Real Valladolid avec qui il parvient à monter en première division lors de la saison 1979-1980. 
En mars 1980, l'entraîneur du FC Barcelone Helenio Herrera le fait revenir et le fait débuter sous le maillot du Barça lors de la 28e journée de championnat face à l'Atlético Madrid au Camp Nou (victoire 1 à 0, but de Carles Rexach). Le onze titulaire du Barça est le suivant : Artola, Ramos, Olmo, Costas, Zuviría, Landáburu, Canito, Martínez; Rexach, Ramírez et Carrasco. Ramírez joue les 90 minutes du match. Ramírez marque un but en championnat lors de la 33e journée face à l'Espanyol.
La saison suivante (1980-1981) il inscrit trois buts en championnat et bénéficie de la confiance d'Helenio Herrera. Toutefois l'arrivée de l'entraîneur Udo Lattek en 1981 le condamne au banc des remplaçants. Avec Barcelone, il remporte la Coupe d'Espagne en 1981 et la Coupe des coupes en 1982.
En 1982, il est recruté par le Real Saragosse où jouent des joueurs tels que Valdano, Juan Señor, Amarilla ou Barbas. En 1983, Ramírez rejoint le Real Murcie, club de D1, jusqu'en 1985. En 1985, il est recruté par le Real Oviedo qui joue en D2. C'est dans ce club qu'il met un terme à sa carrière en 1987 à l'âge de 31 ans.
Il est actuellement propriétaire d'une entreprise d'installation de piscines, Piscinas Acuario, à Murcie.

## Palmarès
Avec le FC Barcelone :
- Vainqueur de la Coupe d'Espagne en 1981
- Vainqueur de la Coupe d'Europe des vainqueurs de coupe en 1982